# Treći svijet
Treći svijet (engl. Third World) je pojam koji je (iz francuskog tiers-monde) skovao francuski demograf Alfred Sauvy. 14. kolovoza 1952. u svom članku Trois mondes, une planète (Tri svijeta, jedan planet) u novinama  L'Observateuru.
Pojam Third World je tada na početku označavao zemlje pokreta nesvrstanih, koje su se ogradili od zapadno-istočkog sukoba i pokrenuli treći blok. Danas se pojam često koristi kao sinonim za zemlje u razvoju.

## Vanjske poveznice
- LZMK / Proleksis enciklopedija: Treći svijet
- LZMK / Hrvatska enciklopedija: Zemlje u razvoju